# 亞特拉斯航空
亞特拉斯航空（英語：Atlas Air）是一家美國的貨運航空公司，該公司特色為濕租（Aircraft, Crew, Maintenance, Insurance，縮寫ACMI）經營模式。該公司的主機場為美國佛羅里達州的邁阿密國際機場。

## 概況

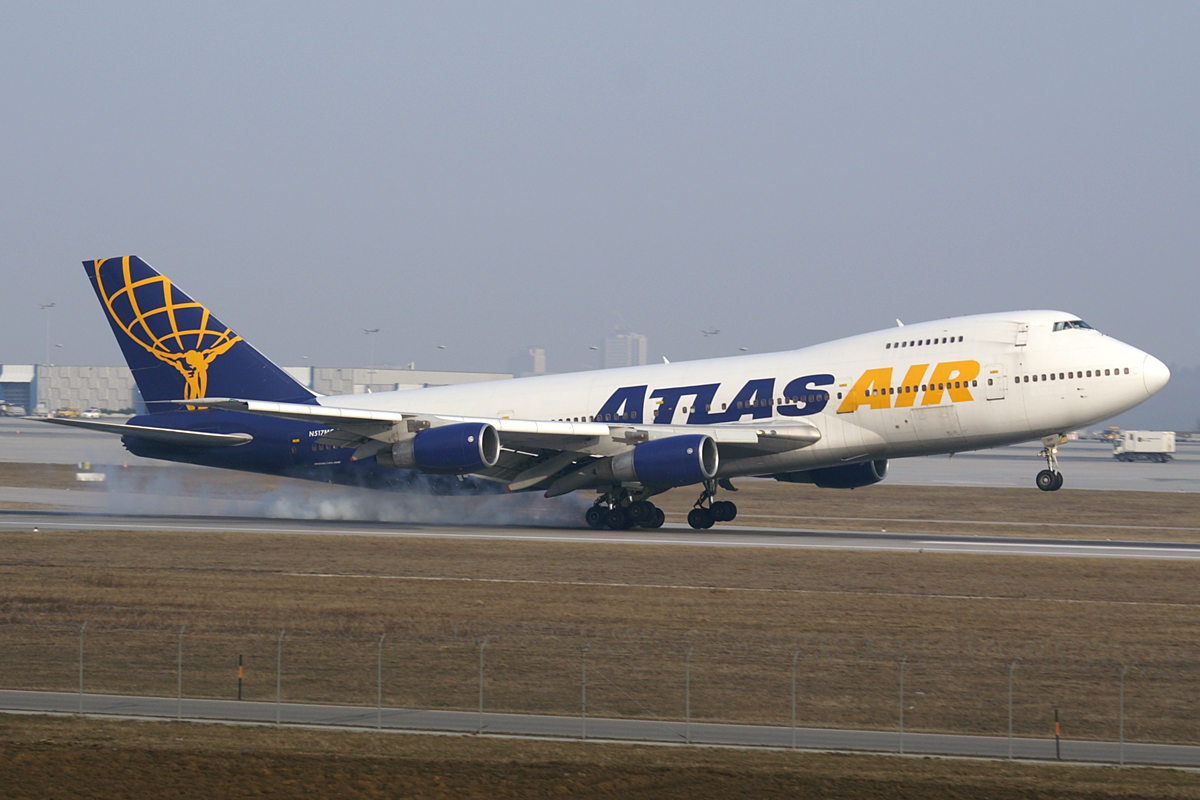
波音747-200F

亞特拉斯航空成立於1992年4月，在成立隔年開始貨運航班的飛行，初期曾租給中華航空。在1995年與1997年兩度在美國證券市場上市交易。2001年起，該公司宣佈採取新的營運模式，稱為ACMI模式。亞特拉斯航空與博立貨運航空（Polar Air Cargo）、泰坦航空租賃（Titan Aviation Leasing）皆為亞特拉斯世界控股公司（Atlas Worldwide Holdings，NASDAQ：AAWW）的子公司。
亞特拉斯航空的飛機，在垂直尾翼以藍色為底，繪有希臘神話中的擎天神阿特拉斯双肩支撑苍天的圖樣。

## ACMI模式
ACMI分別為飛機（Aircraft）、机组（Crew）、維修（Maintaince）及保險（Insurance），亞特拉斯航空將旗下所屬飛機濕租給航空公司，航空公司只要付費，其它如飛機的機組員、維修、保險等均不需承租的航空公司負責，必要時，還可將飛機機身改塗裝成承租航空公司的樣式。這樣的好處是，航空公司無需為了在貨運高峰期時為了多載貨而要買一堆貨機，但沒貨可載時卻讓飛機閒置，導致支出的浪費。而且航空公司無需為了貨機，還要增加晉用及訓練機組員。而對於出租貨機的公司來說，不需要自行經營貨運承攬業務，只要把飛機及機組員出租給承租公司即可。如此經營模式可說是便利雙方的營運。

## 機隊

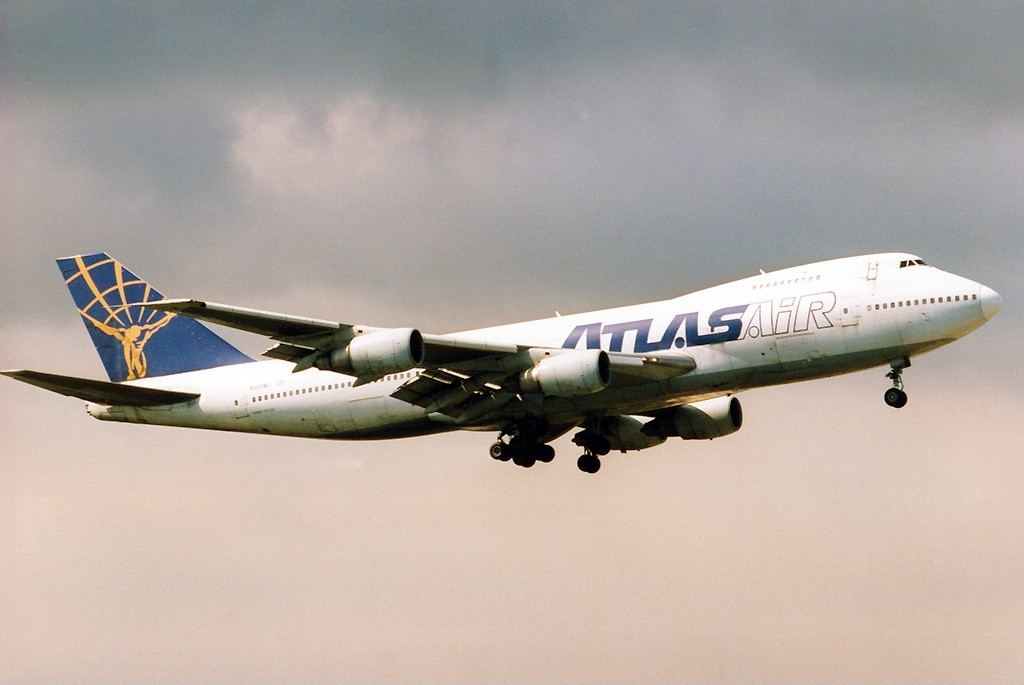
亞特拉斯航空的波音747-200F型貨機在尼諾伊·阿基諾國際機場起飛

截至2025年5月，亞特拉斯航空共有87架飛機，平均機齡21.1年:

## 事故
- 2017年9月24日，一架航班編號CX086、由國泰航空以濕租（wet lease）形式租用的亞特拉斯航空波音747-400UF貨機，載同4名機員在香港時間晚上11時44分從香港國際機場南跑道起飛不久偏離航道，飛越大嶼山老虎頭，飛行高度只有2,000英呎，與山峰高度相差670英呎，小於1,000英呎的國際民航組織規定。約1分鐘後，空管人員通知機組人員加快爬升。11時46分，飛機重回正常航道。民航處列「嚴重事故」並作深入調查。[5][6]
- 2019年2月23日，亞特拉斯航空3591號班機（波音767-300BCF）从迈亚密国际机场起飞，计划前往乔治·布什洲际机场，进场过程中在德克萨斯州休斯顿以东的阿纳瓦克坠毁。机上3人全部遇难。[7]
- 2024年6月17日，亞特拉斯航空5Y4304號班的波音747-4KZF計劃12:45（延誤至04:09）從香港出發前往泰德·史蒂文斯安克雷奇國際機場，起飛時爆軚，南跑道一度停用至6點左右，飛行至台北一帶期間液壓系統故障緊急反航降落至香港機場北跑道期間再次爆軚，北跑道癱瘓至15:45。事件造成香港國際機場約450班機延誤。

## 外部連結
- 亞特拉斯航空（英文）
- 亞特拉斯航空機隊一覽（英文）
- Airliners.net （页面存档备份，存于） 亞特拉斯航空的波音747-400F飛機照片